# ایربورن تاکتیکال ادونتیج
ایربورن تاکتیکال ادونتیج (انگلیسی: Airborne Tactical Advantage) شرکت هوافضای آمریکایی است، که در سال ۱۹۹۴ تأسیس شد.
شرکت ایربورن تاکتیکال ادونتیج یک پیمانکار دولتی مستقر در نیوپورت نیوز، ویرجینیا، ایالات متحده است. این شرکت هواپیماهای نظامی اف-۱، ام‌کی-۵۸ اف-۲۱، ای-۴ و ال-۳۹ را در نقش‌های آموزش پرواز تاکتیکی برای نیروی دریایی ایالات متحده، نیروی هوایی ایالات متحده و گارد ملی هوایی اداره می‌کند.
پایگاه اصلی عملیات هوایی آن در ایستگاه هوایی نیروی دریایی پوینت موگو، کالیفرنیا است. این شرکت هواپیماها را به دوردست‌هایی مانند تأسیسات هوایی نیروی دریایی آتسوگی در ژاپن ارسال می‌کند.
ایربورن تاکتیکال ادونتیج در سال ۲۰۱۶ توسط تکستران خریداری شد و همچنان به عنوان یک شرکت تابعه به فعالیت خود ادامه می‌دهد.